# Fagomídeo
Fagomídeos são vetores de clonagem constituídos por DNA, os quais apresentam propriedades tanto de bacteriófago quanto de plasmídeo. Este vetores carregam, além da origem de replicação plasmidial, uma origem de replicação derivada de bacteriófago. Diferem de plasmídeos comuns por terem a capacidade de serem empacotados em capsídeos de fagos, em função de possuírem também uma sequência gênica de sinalização para empacotamento. Fagomídeos são utilizados em uma técnica de biologia molecular chamada "Phage Display".